# سليمان مطر
سليمان مطر لاعب كرة قدم سعودي، يُلقّب بـ«الكبش».
بدأ حياته الرياضية في نادي الوطن بمكة عام 1958 ولعب له وعمره لا يتجاوز 21 عاماً، لعب بعده لفريق الشباب بمكة ومن ثم في صفوف ثلاثة أندية هي الوحدة بمكة المكرمة والهلال بالرياض والأهلي بجدة ومثل المنتخب في حقبة الثمانينيات الهجرية الستينات الميلادية، يعتبر من الأكثر تسجيلاً في ديربي الرياض برصيد 8 أهداف وهو صاحب أول هاتريك في تاريخ الديربي، ساهم في تحقيق الهلال كأسي الملك وولي العهد لموسم 1964 وساهم كذلك في قيادة فريق الأهلي السعودي للفوز بأكثر من بطولة على مستوى كأسي الملك وولي العهد منها تحقيق كأس الملك موسم 1969 وفيها تم تسجيل اسمه كأول لاعب يسجل هدفاً باستاد الملز (الأمير فيصل بن فهد حالياً) في نهائي الكأس أمام الشباب ويومها فاز الأهلي بهدف الكبش.

## سبب تسميته بالكبش
كان رئيس نادي الوطن بمكة «درويش دوش» هو الذي أطلق عليه لقب الكبش وفقاً لروايتين: الأولى لأنه كان يرخي رأسه ويجري بصورة أشبه ما تكون بالكبش الصغير وهذه وفقاً للمعلق محمد رمضان.
الرواية الثانية تقول بأن السبب لأنه قال للاعبين قبل بداية إحدى المباريات "بأنني سأكون كبش الفداء في هذه المباراة"؛ وسمع ذلك درويش دوش والذي قال بعدها "أنت من اليوم اسمك (الكبش)”.

## المشوار الرياضي

### مع الوحدة
عام 1959 انتقل للوحدة ولعب قرابة ثلاث سنوات.

### مع الهلال
عام 1961 انتقل للهلال بعد أن لفت الأنظار في نهائى كأس الملك بين الوحدة والهلال الذي خسره فريقه.

### مع الأهلي
عام 1966 انتقل للأهلي بعد تلقيه عرضاً مغرياً من الأمير عبد الله الفيصل رئيس النادي الأهلي. 

### مع المنتخب
- شارك في كأس الخليج العربي 1972 في السعودية.
- شارك كبديل في كأس الخليج العربي 1970 في البحرين.

## الإنجازات
- كأس دوري جلالة الملك 1964 مع الهلال.
- كأس سمو ولي العهد 1964 مع الهلال.
- درع الدوري العام 1968 مع الأهلي.
- كأس الملك 1969 مع الأهلي.
- كأس دوري جلالة الملك 1970 مع الأهلي.
- كأس سمو ولي العهد 1970 مع الأهلي.
- كأس دوري جلالة الملك 1971 مع الأهلي.
- كأس دوري جلالة الملك 1973 مع الأهلي.